# Sidi Ladjel (distrito)
Sidi Ladjel é um distrito localizado na província de Djelfa, Argélia, e cuja capital é a cidade de mesmo nome, Sidi Ladjel.[carece de fontes?]